# Юхарикартас
Юхарикартас (лезг. Вини Картас) — село в Сулейман-Стальском районе Дагестана. Входит в состав Уллугатагского сельсовета.

## География
Село находится на расстоянии 8 км к юго-западу от села Касумкент, административного центра района.

## Население
| 1895 | 1926 | 1939 | 1970 | 1989 | 2002 | 2010 |
| ---- | ---- | ---- | ---- | ---- | ---- | ---- |
| 646  | ↘511 | ↗527 | ↘234 | ↘144 | ↗239 | ↗281 |
| 2021 |      |      |      |      |      |      |
| ↗319 |      |      |      |      |      |      |